# Il Santo dei Miracoli

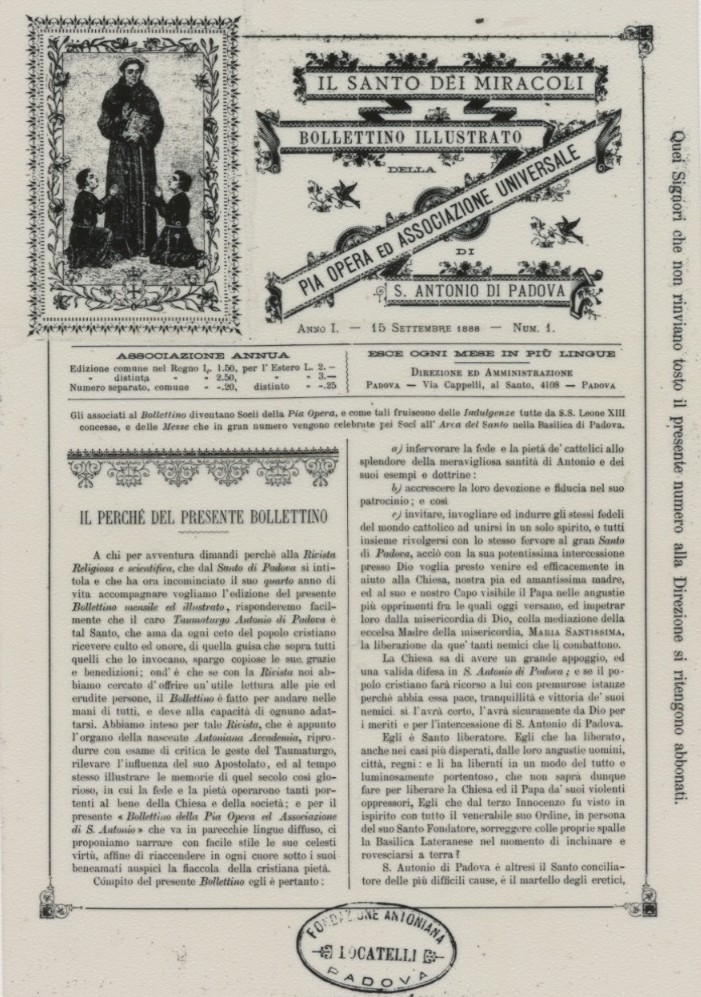
Il primo numero della rivista "Il Santo dei miracoli" datata 15 settembre 1888

Il Santo dei miracoli è un mensile cattolico, fondato a Padova dal presbitero don Antonio Locatelli il 15 settembre 1888 e pensato quale strumento di comunicazione e di unione tra i devoti di sant'Antonio di Padova in tutto il mondo.

## Edizioni
Il Santo dei miracoli viene stampato mensilmente in cinque edizioni.
- Edizione per l'Italia
- Edizione per gli italiani all'estero
- Edizione francese, Le Saint aux miracles
- Edizione inglese, The Saint of miracles
- Edizione portoghese-brasiliana O Santo dos milagres